# Philon din Alexandria
Philon din Alexandria (în greacă, Φίλων ὁ Ἀλεξανδρεύς sau  Φίλων (ο) Ιουδαίος, Filon Iudeul, în ebraică: ebraică יְדִידְיָה הַכֹּהֵן‎, transliterat: Yedidia (Iedediah), Filon Ha'alexandroni sau ידידיה Yedidia Ha'alexandroni), (n. 15/10 î.Hr. - d. c. 54 d.Hr.) a fost un filozof mistic evreu de limbă greacă din Egipt, totodată numit Philo Iudaeus, este unul dintre cei mai mari filozofi elenistici din rândul evreilor, care a trăit în Alexandria, în provincie romană de Egipt.
Folosirea alegoriei de către Philon pentru a armoniza scriptura evreiască, în principal Tora, cu filosofia greacă și anume cu platonismul, și a fost prima documentată de acest gen și, prin urmare, adesea înțeleasă greșit. Mulți critici ai lui Philon au presupus că perspectiva sa alegorică ar da credibilitate noțiunii de legendă asupra istoricității. Filon a susținut adesea o înțelegere literală a Torei și istoricitatea unor astfel de evenimente descrise, în timp ce alteori a favorizat lecturile alegorice.
Concepțiile sale au avut un rol important în formarea teologiei creștine.
Deși niciodată atribuită în mod corespunzător, căsătoria lui Philon a Exegezei evreiești și Filosofiei stoice cu condiția ca o formularea să fie preluată ulterior de alte conținute de Midrașe (Părtășii) din secolele 3 și 4 d.Hr. Unii au susținut că această lipsă de credit sau afinitate pentru Philon de către conducerea rabinică la acea vreme, s-a datorat adoptării sale de alegoric în loc de interpretări literale din Biblia Ebraică, deși s-a datorat probabil criticilor sale asupra cărturarilor Rabinici, citând lucrările și ideile lor erau "pline de desfrânare Sybaritică și desfrânare față de rușinea lor veșnică", "dornici de a da un aspect specios la acțiuni infame, astfel încât să asigure notorietate pentru fapte rușinoase", și, în cele din urmă, că el "ignoră firea invidioasă a unor astfel de oameni și va continua să povestească adevăratele evenimente din viața lui Moise" din care Philon a simțit că au fost pe nedrept ascunse și acoperite deasupra.
Potrivit Iosifus, Philon a fost în mare parte inspirat de Aristobul din Alexandria și Școala Alexandrină. Singurul eveniment din viața lui Philon care poate fi datat decisiv este participarea sa la ambasada la Roma în 40 d.Hr.; prin care a reprezentat Evreii Alexandrini într-o delegație la împăratul Roman Gaius Caesar Augustus Germanicus (Caligula) în urma conflictelor civile dintre comunitățile evreiești și grecești din Alexandria.

## Biografie
Datele de naștere și de moarte ale lui Philon sunt necunoscute, dar în număr mic și le regăsim în operele sale și pot fi judecate după descrierea lui Philon ca fiind "bătrân" când făcea parte din Delegația la Gaius Caligula în 38 d.Hr. Profesorul de istorie evreiască Daniel R. Schwartz estimează anul nașterii sale ca cândva între 20 și 10 î.Hr. Referirea lui Philon la un eveniment sub domnia împăratului Claudius indică faptul că a murit cândva după 41 e.n.
Aparținea unei familii bogate, cu o bună poziție socială. Astfel fratele său, Tiberius Iulius Alexandru (c. 10 î.Hr. - c. 50 d.Hr.), a fost un evreu roman foarte bogat, aflat în relații apropiate cu împăratul Agrippa.
Deși numele părinților săi sunt necunoscute, se știe că Philon provenea dintr-o familie nobilă, onorabilă și bogată. A fost fie tatăl său sau bunicul patern, care a fost acordat Cetățenia romană dictatorul roman Gaius Iulius Cezar. Ieronim a scris că Philon a venit de genere sacerdotum (dintr-o familie preoțească). Strămoșii și familia sa aveau legături sociale și legături cu preoția în Iudeia, a Dinastia Hasmoneană, a Dinastia irodiană și Dinastia Iulio-Claudiană în Roma.
Philon a avut doi frați, Alexandru Alabarhul și Lysimachus. Prin Alexandru, Philon a avut doi nepoți, Tiberius Iulius Alexandru și Marcus Julius Alexander. Acesta din urmă a fost primul soț al prințesei Irodiene Berenice. Marcus a murit în 43 sau 44.
Philon a vizitat Al Doilea Templu în Ierusalim cel puțin o dată în viață. Philon împreună cu frații săi au primit o educație amănunțită. Ei au fost educați în Cultura elenistică Alexandria și cultura Romei antice, într-o măsură în Egipteană Veche cultura și în special în tradițiile Iudaismul, în studiul literaturii tradiționale evreiești și în filosofia greacă.
În jurul anului 40, Philon participă la ambasada pe care evreii alexandrini o trimit împăratului Caligula.
Gândirea lui Philon a exercitat o influență importantă asupra filosofiei religioase iudaice și creștine.

### Ambasada la Gaius

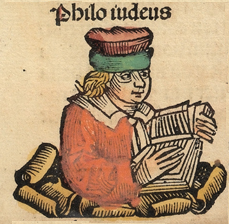
Gravură în lemn din Die Schedelsche Weltchronik (Nuremberg Chronicle)

În Legatio ad Gaium (Ambasada lui Gaius), misiunea sa diplomatică la Gaius Caligula, unul dintre puținele evenimente din viața sa care este cunoscut în mod specific. El relatează că purta o petiție care descrie suferințele evreilor Alexandrini și îi cerea împăratului să le asigure drepturile. Philon oferă o descriere a suferințelor lor, mai detaliată decât cea a lui Iosifus, pentru a-i caracteriza pe grecii Alexandrini ca agresori în conflictele civile care lăsaseră mulți evrei și greci morți.
Philon a trăit într-o eră de tensiune etnică în creștere în Alexandria, exacerbată de noile structuri ale provinciei imperiale Egipt. Unii eleni expatriați din Alexandria i-au condamnat pe evrei de o presupusă alianță cu Roma, chiar dacă Roma căuta să suprime naționalismul evreiesc în Provincia romană Iudeea. În Ad Flaccum, Philon descrie situația evreilor din Egipt, scriind că aceștia numărau nu mai puțin de un milion și locuiau în două dintre cele cinci districte din Alexandria. El povestește abuzurile prefectului Aulus Avilius Flaccus, despre care spune că a ripostat împotriva evreilor când au refuzat să se închine la Caligula ca zeu. Daniel Schwartz presupune că, având în vedere acest context tensionat, ar fi putut fi convenabil din punct de vedere politic pentru Philon să favorizeze monoteismul abstract în loc de pro-Iudeanismul evident.
Philon consideră planul lui Caligula de a ridica o statuie de sine în Al Doilea Templu pentru a fi o provocare, întrebând: "faceți război împotriva noastră, pentru că anticipați că nu vom suporta o asemenea umilință, ci că vom lupta în numele legilor noastre și vom muri în apărarea obiceiurilor noastre naționale? Pentru că nu ați putut fi ignoranți cu privire la ceea ce ar fi putut rezulta din încercarea voastră de a introduce aceste inovații cu privire la templul nostru." În întreaga sa prezentare, el susține implicit angajamentul Evreiesc de a se răzvrăti împotriva împăratului, mai degrabă decât să permită un astfel de sacrilegiu să aibă loc.
Philon spune că a fost considerat de poporul Său ca având o prudență neobișnuită, datorită vârstei, Educației și cunoștințelor sale. Acest lucru indică faptul că el era deja un bărbat mai în vârstă în acest moment (40 CE).
În Antichități ale evreilor, Iosifus spune despre selecția lui Philon de către comunitatea evreiască alexandrină ca reprezentant principal în fața împăratului roman Gaius Caligula. El spune că Philon a fost de acord să reprezinte evreii Alexandrini în ceea ce privește dezordinea civilă care se dezvoltase între evrei și greci. Iosifus, totodată, ne spune că Philon a fost priceput în filosofie, și că el a fost frate cu Alabarch Alexandru. Potrivit lui Iosifus, Philon și comunitatea evreiască mai mare au refuzat să-l trateze pe împărat ca pe un zeu, să ridice statui în cinstea împăratului și să construiască altare și temple pentru împărat. Iosifus spune că Philon credea că Dumnezeu a susținut în mod activ acest refuz.
Comentariile complete ale lui Iosephus despre Philon:
Acest eveniment este descris și în Cartea 2, Capitolul 5 din Eusebiului Historia Ecclesiae

## Lucrări

### Scrieri ale lui Philon
- De Aeternitate Mundi
- De Abrahamo
- De Migratione Abrahami
- De Mutatione Nominum
- De Plantatione
- De Agricultura
- De Confusione Linguarim
- De Congressu Eruditiones Gratia
- De Decalogo
- De Sacrificius Abelis et Cainis
- De Posteritate Caini
- De Ebrietate
- De Escrecationibus
- De Fuga et Inventione
- De Gigantibus
- De Josepho
- De Opificio Mundi
- De Vita Contemplativa
- De Vita Mosis
- De Sobrietate
- De Somniis
- De Specialibus Legibus
- De Virtutibus
- De Praemiis et Poenis
- Legum Allegoriae
- Legatio ad Gaium
- In Flaccum
- Quaestiones in Genesim
- Quaestiones in Exodum
- Quis Serem Divinarum Heres Sit
- Quod Deterius Potiori Insidari Soleat
- Quod Deus Sit Immutabilis
- Quod Omnis Probus Líber Sit

### Despre lucrările lui Philon
Unele dintre lucrările lui Philon au fost păstrate în greacă, în timp ce altele au supraviețuit Armeană traduceri, și o cantitate mai mică supraviețuiește într-o Latină traducere. Data exactă a scrierii și planul original de organizare nu este cunoscută pentru o mare parte din textul atribuit lui Philon.
Majoritatea lucrărilor supraviețuitoare ale lui Philon se ocupă de Tora (primele cinci cărți ale Bibliei). În cadrul acestui corpus sunt trei categorii:
- Quaestiones ("Întrebări")- scurtă expunere verset cu verset: patru cărți despre Cartea Genezei și două pe Cartea Exodului. Toate cele șase cărți sunt păstrate printr-o traducere armeană, care a fost publicată de Jean-Baptiste Aucher în 1826. Comparația cu fragmentele grecești și latine supraviețuitoare recomandă traducerea ca fiind literală și exactă în măsura în care merge, dar sugerează că o parte din conținutul original lipsește. Se crede că există douăsprezece cărți originale, șase despre Geneza sau Facerea și șase despre Exodul su Ieșirea.
- Comentariu Alegoric - exegeza mai lungă care explică semnificațiile ezoterice; textul supraviețuitor se ocupă doar de Cartea Genezei, cu omisiunea notabilă a Geneza 1 omisă din Cartea Dreptului.
- "Expunerea Legii" – o sinteză mai simplă a subiectelor din Pentateuh, probabil scrisă atât pentru neamuri, cât și pentru evrei.

Philon este, de asemenea, creditat cu scrierea:
- Scuze pentru iudaism, inclusiv Despre viața lui Moise, Despre evrei, și Despre viața contemplativă.
- Lucrări istorice (care descriu evenimentele actuale din Alexandria și Imperiul Roman), inclusiv Ad Flaccum și De legatione ad Gaium
- Lucrări filosofice, inclusiv Fiecare Om Bun Este Liber, Despre eternitatea lumii, Pe Animale, și Despre Providență, ultimii doi supraviețuind doar prin traducere armeană.
- Lucrări acum pierdute, dar menționate de Eusebiu din Cezareea.[23]

## Filosofie
Philon reprezintă vârful Evreiesc-elenistic sincretism. Lucrarea sa încearcă să combine Platon și Moise într-un singur sistem filosofic. Etica sa a fost puternic influențată de Pitagoreismul și Stoicismul, preferând o moralitate a virtuților fără pasiuni, cum ar fi pofta/dorința și furia, dar cu o "simpatie umană comună".

### Punct de Vedere din Scriptură
Philon bazează doctrinele pe Biblia ebraică, pe care o consideră sursa și standardul nu numai al adevărului religios, ci al întregului adevăr. Declarațiile sale sunt ἱερὸς λόγος, θεῖος λόγος, și ὀρθὸς λόγος (cuvânt sfânt, cuvânt evlavios, cuvânt drept), rostit uneori direct și, uneori, prin gura unui profet, și mai ales prin Moise, pe care Philon îl consideră mediul real al revelație. Deși distinge între cuvintele rostite de Dumnezeu însuși, cum ar fi Zece Porunci, și edictele lui Moise, ca legile speciale.
Philon consideră Biblia ca sursă nu numai a revelației religioase, ci și a adevărului filosofic; căci el a susținut că ideile filosofilor greci fuseseră deja expuse în Biblie: Heraclit' ideea de opoziții binare, conform Cine este moștenitorul lucrurilor Divine? 43 [i. 503]; și concepția omului înțelept expusă de Zeno, fondatorul Stoicismul, potrivit Fiecare om bun este liber, 8 [ii. 454].
Interpretarea alegorică a Scripturii de către Philon îi permite să se lupte cu evenimente deranjante din punct de vedere moral și să impună o explicație coerentă a poveștilor. Mai exact, Philon interpretează personajele Bibliei ca aspecte ale ființei umane, iar poveștile Bibliei ca episoade din experiența umană universală. De exemplu, Adam reprezintă mintea și Eva simțurile. Noe reprezintă liniștea, o etapă a dreptății" relative " (incompletă, dar progresivă).

### Punct de vedere despre Dumnezeu
Philon afirmă un Dumnezeu transcendent fără trăsături fizice sau calități emoționale asemănătoare cu cele ale ființelor umane. În Filon, Dumnezeu există dincolo de timp și spațiu și nu face intervenții speciale în lume, deoarece el cuprinde deja întregul cosmos.
Noțiunea lui Philon este chiar mai abstractă decât cea a monad din Pitagora sau Bun din Platon. Numai existența lui Dumnezeu este sigură, nici un predicat adecvat nu poate fi conceput. În urma lui Platon, Philon echivalează materia cu neantul și își vede efectul în eroare, discordie, deteriorare și decădere a lucrurilor. Această viziune îi permite lui Philon să combine credința evreiască în creație cu convingerea greacă despre formarea tuturor lucrurilor din materia permanentă.

### Punct de vedere asupra omului
Philon pare să se uite la om ca trichotom, nous (minte), psyche (suflet), soma (corp), comună viziunii elenistice a minte-suflet-corp. Cu toate acestea, în scrierile lui Philon, mintea și spiritul sunt folosite în mod interschimbabil.

### Logos (Cuvânt)
Philon a scris că Dumnezeu a creat și a guvernat lumea prin mediatori. Logos este șeful dintre ei, alături de Dumnezeu, demiurg a lumii. Logos este imaterial, o imagine adecvată a lui Dumnezeu, umbra lui, fiul său întâi născut. Fiind mintea eternului, logosul este nepieritor. El nu este nici necreat cum este Dumnezeu, nici Creat cum sunt oamenii, ci ocupă o poziție de mijloc. El nu are putere autonomă, ci doar una încredințată.
Philon a fost probabil primul filozof care l-a identificat pe Platon Idei cu gândurile Creatorului. Aceste gânduri formează conținutul Logosului; ele au fost sigiliile pentru a face lucruri senzuale în timpul creației lumii. Logos seamănă cu o carte cu paradigme de creaturi. Proiectarea unui arhitect înainte de construirea unui oraș servește lui Philon ca o altă comparație a Logosului. De la creație, Logosul leagă lucrurile împreună. Ca recipient și deținător al ideilor, logosul este distinct de lumea materială. În același timp, Logosul pătrunde în lume, susținând-o.
Logos are funcția de avocat în numele umanității și, de asemenea, cea de trimis al lui Dumnezeu în lume. El pune mințile umane în ordine. Motivul corect este o lege infailibilă, sursa oricărei alte legi. Îngerul care închide calea lui Balaam (numeri XXII, 31) este interpretat de Filon ca manifestare a Logosului, care acționează ca conștiința omului.

### Numeri
Philon se angajează frecvent în Numerologie inspirată pitagoriană, explicând pe larg importanța numerelor religioase precum șase, șapte și zece.

## Politice
Comentatorii pot deduce din misiunea sa către Caligula că Philon a fost implicat în politică. Cu toate acestea, natura convingerilor sale politice, și mai ales punctul său de vedere asupra Imperiului Roman, este o chestiune de dezbatere.
Philon a sugerat în scrierile sale că un om prudent ar trebui să-și rețină adevărata părere despre tirani.

## Cunoașterea limbii grecești și ebraice
Philon a fost mai fluent în limba greacă decât în Ebraică și citiți Scripturile Evreiești în principal din Septuaginta, a Koine Greacă traducerea textelor ebraice compilate ulterior ca Biblia Ebraică și cărți deuterocanonice.
Septuaginta traduce fraza מַלְאַךְ יְהוָה (Malakh YHWH, {{{2}}}) ca ἄγγελος Κυρίου (ángelos Kyríou, {{{2}}}). Philon a identificat îngerul Domnului (în singular) cu Logos. Peter Sch Uniffer susține că Logosul lui Philon a fost derivat din înțelegerea sa despre "literatura de înțelepciune post-biblică, în special înțelepciunea lui Solomon". De Înțelepciunea lui Solomon este o lucrare evreiască compusă în Alexandria, Egipt, în jurul secolului 1 î.HR., cu scopul de a susține credința comunității evreiești într-o lume greacă ostilă. Este una dintre cele șapte Sapiential sau cărți de înțelepciune incluse în Septuaginta.
Amploarea cunoașterii ebraice a lui Philon este dezbătută. Numeroasele sale etimologii ale numelor ebraice—care sunt de-a lungul liniilor etimologic midrash la Geneza și a rabinismului anterior, deși nu ebraică modernă Filologie- sugerează unele familiaritate. Philon oferă pentru unele nume trei sau patru etimologii, uneori incluzând rădăcina ebraică corectă (de ex., יָרַד, yarád, {{{2}}} ca origine a numelui Iordania). Cu toate acestea, lucrările sale nu afișează prea multă înțelegere a Gramatica Ebraică, și tind să urmeze traducerea Septuagintei mai îndeaproape decât versiunea ebraică.

## Numele lui Dumnezeu
În textul atribuit lui Philon, el " folosește în mod constant Κύριος ca o desemnare pentru Dumnezeu". Potrivit lui David B. Capes "problema pentru acest caz este însă că cărturarii creștini sunt responsabili de copierea și transmiterea cuvintelor lui Philon generațiilor ulterioare" și adaugă asta "George Howard studii dovezi și concluzionează: 'deși este improbabil că Philon a variat de la obiceiul de a scrie tetragrama atunci când citează din Scriptură, este probabil că el a folosit cuvântul Κύριος când face o referință secundară la numele divin în expunerea sa'." James Royse concluzionează: "(1) exegetul [Philon] cunoaște și citește manuscrise biblice în care tetragrama este scrisă în Paleo-ebraică sau în script aramaic și nu tradus de kyrios și că (2) el citează Scripturile în același mod în care ar fi pronunțat-o, adică traducând-o ca kurios."

## Influență și interpretări
Multă vreme, Philon a fost citit și explicat mai ales de autori creștini. Azaria dei Rossilui Me ' or Enayim: Imre Binah (1575), unul dintre primele comentarii evreiești despre Philon, descrie patru "defecte grave" ale lui Philon: citirea Torei în greacă, nu Ebraică; credința în materia primordială mai degrabă decât creatio ex nihilo necredința în Domnul, după cum reiese din interpretarea excesiv de alegorică a Scripturii; și neglijarea Tradiția orală evreiască. Dei Rossi oferă mai târziu o posibilă apărare a lui Philon și scrie că nu poate nici să-l absolve, nici să-l condamne.

## Texte și traduceri
- The Works of Philo: Complete and Unabridged. Translated by Charles Duke Yonge. 1854.
- Cohn, Leopold & Paul Wendland, Philonis Alexandrini Opera quæ supersunt (The Surviving Works of Philo of Alexandria) [Greek and Latin]. Berlin: George Reimer.
  - Volumes 1–3 (1896, 1897, 1898)
  - Voumes 4–6 (1902, 1906, 1915)
  - Volume 7 (1926; indexed by Hans Leisegang)
- „Index of Philosophical Writings” (PDF). Documenta Catholica Omnia (în greacă). [Online Greek text of Volumes 1-7 above. Under "Graecum - Greco - Greek" section]
- Philo of Alexandria: An Exegete for His Time. by Peder Borgen. Leiden: Brill. 1997. ISBN 9004103880.
- Philo with an English Translation. 1–10. Translated by F.H. Colson. Cambridge, Mass.: Harvard University Press. 1929.
- Terian, Abraham, ed. (1981). Philonis Alexandrini de animalibus: The Armenian Text with an Introduction, Translation, and Commentary. Chico, CA: Scholars Press. ISBN 9780891304722.